# Ramzes IX
Ramzes IX Chaemuaset I – faraon, władca starożytnego Egiptu z czasów XX dynastii, z okresu Nowego Państwa. Prawdopodobnie panował w latach 1125–1107 p.n.e. Prawdopodobnie był synem Ramzesa VI, a bratem Ramzesa VII, lub też według K.A.Kitchena – był synem Ramzesa VIII.
Lata jego panowania przeszły do historii głównie dzięki skandalom, związanym z rabunkami nekropolii tebańskich oraz najazdom Libijczyków, których oddziały dotarły aż do Teb.
Za czasów jego panowania pogłębił się kryzys władzy. Głównymi tego przyczynami była słabość charakteru władcy oraz zapewne brak zainteresowania sprawowaniem władzy oraz waśnie, którymi targana była rodzina królewska. Niepostrzeżenie dla dworu królewskiego, rezydującego na północy kraju, doprowadziło to do powstania w Tebaidzie dziedzicznej dynastii arcykapłanów Amona-Re w Karnaku, którzy stworzyli własna organizacje hierarchiczną, sprawującą władzę równolegle do władzy królewskiej. O potędze owej dynastii może świadczyć fakt, iż na reliefach w Karnaku, przedstawiających sceny potwierdzenia otrzymania darów od faraona, arcykapłan Amenhotep przedstawiony jest w tych samych proporcjach co sam faraon. Jest to wydarzenie bez precedensu w sztuce egipskiej, tak drobiazgowo dbającej o właściwe przedstawianie postaci zgodnie z ich przynależnością do określonej warstwy społecznej. Ową potęgę budowali najpierw arcykapłan Ramzesnacht, a po nim dwaj jego synowie: Nesamon i Amenhotep. Zajmowali się oni głównie działalnością polityczną, co wobec słabości faraona spowodowało, iż władza królewska praktycznie w Tebaidzie przestała istnieć.
Słabość władcy, polityczna działalność arcykapłanów Amona-Re, zajmujących się władzą samą w sobie oraz kilkuletnie niskie wylewy Nilu, spowodowały kryzys gospodarczy i w efekcie klęskę głodu. Było to bezpośrednią przyczyną fali rabunków nekropolii jaka zalała, pod koniec panowania Ramzesa IX, głównie nekropolę tebańską. Władze podjęły kroki, mające na celu uchronienia grobów królewskich przed rabunkami lecz dopiero arcykapłan Amenhotep zdołał doprowadzić do aresztowań sprawców.
Akta procesów, jakie wytoczono sprawcom rabunków zapisano w szesnastym roku panowania Ramzesa IX na papirusie, zwanym od imienia  Henry'ego Abbotta – Papirusem Abbott. Relacje te obrazują mechanizm rabunków, odsłaniając kulisy procederu, w który zamieszani byli wysocy urzędnicy oraz personel okolicznych świątyń.
Władzę z ramienia króla sprawował w Tebach wezyr o imieniu Chaemuaset, który rządził za pomocą dwóch urzędników: Pasera III, który zarządzał wschodnią częścią Teb i Pauraa bezpośrednio odpowiedzialnego za nekropolię tebańską, mającego pod swymi rozkazami licznych rzemieślników, strażników i kapłanów. W wyniku rywalizacji o względy wezyra obu tych urzędników oraz wzajemnych oskarżeń powołano komisję śledczą, która jak się wydaje pod wpływem przekupstwa umniejszyła skalę procederu. Zapewne w wyniku kłótni o wysokość udziałów w łupie oraz denuncjacji nastąpiły aresztowania sprawców.
Śledztwo ukazało, iż grobowiec Amenhotepa I nie został naruszony, a grobowce Antefa V i Antefa VI zostały jedynie naruszone "powierzchownie". Natomiast grób Sobekemsafa II został naruszony i splądrowany. Jeden ze sprawców przyznał się także do obrabowania grobu królowej Isis, jednej z żon Ramzesa III. Śledztwo jednakże wkrótce zamknięto, co wywołało protesty i podejrzenia o korupcję. Oskarżonych postawiono przed trybunałem i skazano na śmierć przez wbicie na pal.
Podobnie kulisy procesów rabusiów, przedstawiono na innym dokumencie, zwanym od imienia barona Amhersta, Papirusem Amherst. Po jego odnalezieniu i odczytaniu, okazało się, że jest to sprawozdanie z procesu oskarżonych o rabunek królewskich grobów z czasów Ramzesa IX i że dokument ten nie jest kompletny. W wyniku niezwykłego zrządzenia losu odnaleziono brakującą, górną część papirusu. Znajdowała się ona ukryta we wnętrzu drewnianego posążku, który został przywieziony do Belgii jako część kolekcji belgijskiego następcy tronu, późniejszego króla Leopolda II. Kolekcja ta została w 1936 roku przekazana do Muzeum Sztuki i Historii w Brukseli, w którym to dokonano badań i konserwacji eksponatów. Podczas tych czynności dokonano odkrycia, jak się później okazało, brakującej części Papirusu Amherst, którą nazwano Papirusem Leopolda II.
Ramzes IX został pochowany w Dolinie Królów, w nieukończonym grobowcu KV6. Mumię władcy przeniesiono do skrytki w Deir el-Bahari, odkrytej w 1881 roku.
Obecnie mumia króla znajduje się w Muzeum Egipskim w Kairze.

## Tytulatura
| G5 |

| G5 |

| E1 · D43 | G17 | N28 | R19 |

| E1 · D43 | G17 | N28 | R19 |

| E1 · D43 | G17 | N28 | R19 |

| E1 · D43 | G17 | N28 | R19 |

| G5 |

| G5 |

| E1 · D43 | G17 | N28 | R19 |

| E1 · D43 | G17 | N28 | R19 |

| E1 · D43 | G17 | N28 | R19 |

| E1 · D43 | G17 | N28 | R19 |

| M23 · X1 | L2 · X1 |

| M23 · X1 | L2 · X1 |

| C2 | F35 · D28 | N5 | U21 · N35 |

| C2 | F35 · D28 | N5 | U21 · N35 |

| C2 | F35 · D28 | N5 | U21 · N35 |

| C2 | F35 · D28 | N5 | U21 · N35 |

| M23 · X1 | L2 · X1 |

| M23 · X1 | L2 · X1 |

| C2 | F35 · D28 | N5 | U21 · N35 |

| C2 | F35 · D28 | N5 | U21 · N35 |

| C2 | F35 · D28 | N5 | U21 · N35 |

| C2 | F35 · D28 | N5 | U21 · N35 |

| G39 | N5 |

| G39 | N5 |

| N28 | C12 | R19 | C12 | N35 | M23 | F31 | S29 |

| N28 | C12 | R19 | C12 | N35 | M23 | F31 | S29 |

| N28 | C12 | R19 | C12 | N35 | M23 | F31 | S29 |

| N28 | C12 | R19 | C12 | N35 | M23 | F31 | S29 |

| G39 | N5 |

| G39 | N5 |

| N28 | C12 | R19 | C12 | N35 | M23 | F31 | S29 |

| N28 | C12 | R19 | C12 | N35 | M23 | F31 | S29 |

| N28 | C12 | R19 | C12 | N35 | M23 | F31 | S29 |

| N28 | C12 | R19 | C12 | N35 | M23 | F31 | S29 |